# 山形県立新庄南高等学校金山校
山形県立新庄南高等学校金山校（やまがたけんりつ しんじょうみなみこうとうがっこうかねやまこう、Yamagata Prefectural Shinjo Minami High School Kaneyama Branch School）は、山形県最上郡金山町大字金山にある県立高等学校。連携型中高一貫校である。

## 設置学科
- 普通科

## 連携型中高一貫校
- 連携中学校
  - 金山町立金山中学校

## 沿革
- 1948年 - 山形県立金山高等学校として開校
- 2001年 - 金山中学校との中高一貫教育開始
- 2014年4月 - 新庄南高校の分校となる。

## 部活動
- スキークロスカントリーが全国上位の成績を上げている。

体育系
- スキー
- バドミントン

文化系
- 家政
- パソコン
- 茶華道
- ボランティア

## 分校化問題
山形県教育委員会が示した公立高等学校再編整備計画では、「1学年2学級規模の学校において、入学者が定員の2/3未満となった年度が2回となった場合、その翌年度には1学級減らし、更にその2年後に分校化する。分校となった場合は、原則としてその後の入学者募集を停止する。」という方針があり、金山高（当時）は2006・07年度入学者数が、定員80人に対して2/3未満となったことから、分校化対象高校へ指定された。これを受けて金山高出身者らで構成される金山高等学校を存続させる会は、2007年8月2日に「現状のままの存続」を求める要望書を県教委へ対して提出した。2007年8月7日、県教委は、当面は入学者定員を現状規模の2学級80人とし本校として継続するとした。また、今後入学者数が40人程度となった年度が3年間続いた場合、その翌年度より1学級減らすとした。
そして2014年度より新庄南高校の分校となることが決まった。

## 交通
- JR新庄駅より山交バス金山行乗車「金山病院前」下車。